# Little Nightmares II
Little Nightmares II (с англ. — «Маленькие кошмары 2») — компьютерная игра в жанре платформера с элементами квеста и хоррора, разработанная шведской компанией Tarsier Studios и выпущенная компанией Bandai Namco Entertainment. Игра была анонсирована на Gamescom 2019 как номерной сиквел к Little Nightmares. Одна из особенностей игры — наличие нового игрового персонажа, Моно. В игре также присутствует главный герой из предыдущей игры, Шестая, управляемый компьютером персонаж
Релиз игры состоялся 11 февраля 2021 года на платформах Windows, PlayStation 4, Xbox One и Nintendo Switch. Обновлённая версия под названием Little Nightmares II: Enhanced Edition была выпущена 25 августа 2021 года для Windows, PlayStation 5 и Xbox Series X/S, портированием занималась компания Supermassive Games. Продолжение под названием Little Nightmares III находится в разработке и выйдет в 2025 году.

## Игровой процесс
Игрок играет за мальчика Моно, протагониста игры. Его сопровождает Шестая (главная героиня первой части игры), управляемая искусственным интеллектом. Игрок может подзывать её и совместно выполнять определённые задачи. В определённых локациях Моно может использовать фонарик, пульт управления телевизором, а также определённые предметы в качестве оружия. По мнению игровых журналистов, в сравнении с первой частью управление персонажем улучшилось.

## Сюжет
Мальчик по имени Моно просыпается в лесу после того, как он увидел сон о том, что он идёт по длинному коридору, который ведёт к двери с символом в форме глаза на ней. Уклонившись от ловушек, разбросанных в лесу, Моно приходит в дом, принадлежащий Охотнику — таксидермисту, делающему из своих жертв чучела. В доме он встречает маленькую девочку — Шестую, играющую со своей шкатулкой, которую держит в плену Охотник. Моно предлагает помочь девочке, которая сначала отказывается и убегает, но вскоре принимает его помощь и становится его спутницей.
Во время игры Моно отвлекает таинственная трансляция из телевизоров, разбросанных по всему городу. Прикасаясь к телевизору с трансляцией, Моно перенастраивает волну и попадает в тот самый таинственный коридор с дверью с символом глаза, и постоянно пытается добежать до двери, однако Шестая всегда вытаскивает его до того, как он добежит.
Моно и Шестая убегают из дома Охотника, преодолевая реки и болота, они попадают в сарай и находят там ружьё. Преследующий их Охотник пытается прорваться в сарай, однако Моно и Шестая убивают его из найденного ружья. Соорудив импровизированный плот, Моно и Шестая покидают остров. Преодолев море, герои попадают в Бледный город — полуразрушенный мегаполис с множеством искажённых зданий, окутанный постоянными дождями, тьмой и туманом.
Дети попадают в школу, в которой сталкиваются с Учительницей-рокурокуби и школьными учениками в виде живых фарфоровых кукол. Ученики берут Шестую в заложники, но Моно спасает её. Убегая от преследующей их учительницы, герои сбегают из школы.
Пройдя часть города, Моно и Шестая попадают в Больницу, где они сталкиваются сначала с пациентами-манекенами и их отдельными частями тел, боящимися прямого света, а затем с Доктором, ползающим по потолку, проводящим жестокие эксперименты над своими пациентами, превращая их в живых манекенов с протезами в разных частях тела. Моно и Шестая разделяются, чтобы выбраться, уклоняясь от Доктора и пациентов. Позже они заманивают Доктора в кремационную печь и, в зависимости от желания игрока, либо сжигают его заживо, либо оставляют в ловушке внутри, и покидают Больницу.
Моно и Шестая попадают в Бледный город. По мере того как дети продвигаются вперёд, они обнаруживают, что большинство жителей Бледного города превратились в Зрителей — монстров с искажёнными лицами, вызванными длительным просмотром трансляции и зависимостью от телевизоров. Дети также узнают, что трансляция ведётся с башни-Маяка в центре города. Когда Моно в очередной раз проникает через телевизор в коридор с дверью, он, наконец, открывает дверь, и из экрана телевизора выходит высокорослый старик, именуемый в игре как «Худой человек», и начинает преследовать детей. Худой человек похищает Шестую и через Передачу уводит её в башню-Маяк. Моно отправляется к Башне, перемещаясь через телевизоры. В попытке высвободить Шестую из Передачи, Моно сталкивается с Худым человеком. Перед битвой, Моно снимает свой пакет с головы, и вступает в битву с Худым Человеком. В процессе битвы, Моно убивает Худого человека и с помощью своих сил искажает пространство и перемещается к башне.
Попав в башню, Моно обнаруживает внутри множество дверей-порталов. Ориентируясь на мелодию, исходящую из музыкальной шкатулки, Моно добирается до комнаты, где находится Шестая. Моно обнаруживает, что она превратилась в огромного монстра с кривыми конечностями, одержимого музыкальной шкатулкой. Моно ломает шкатулку топором и Шестая возвращается в прежний вид.
На Моно и Шестую внезапно нападает больших размеров биомасса с многочисленными глазными яблоками, попутно разрушая внутренности башни. Дети бегут от преследующей их биомассы, и оказавшись на мосту перед обрывом, Моно прыгает и Шестая хватает его за руку, и, спустя несколько секунд, Шестая отпускает руку Моно и уходит одна в дверь-телевизор. Моно выживает, упав на мягкую биомассу. Немного побродив по ней, он взбирается на самую её вершину, садится на стул и спустя время вырастает и становится Худым человеком.
Если за Моно собрать все тени детей, после титров появляется секретная концовка, в которой Шестая выпадает из телевизора, встречает Тёмную Шестую, начинает испытывать голод, и они обе устремляют взгляд на бумагу с изображением Чрева.

## Комиксы
По мотивам игры компания Plastiek выпустила серию цифровых комиксов, кратко повествующих о приключениях шестерых детей (в их числе Моно и Шестой) в мире франшизы.

## Рецензии и оценки
| Сводный рейтинг       | Сводный рейтинг                                    |
| Агрегатор             | Оценка                                             |
| --------------------- | -------------------------------------------------- |
| Metacritic            | (PC) 83/100 (PS4) 82/100 (XONE) 79/100 (NS) 82/100 |
| «Критиканство»        | 85/100                                             |
| Иноязычные издания    |                                                    |
| Издание               | Оценка                                             |
| Destructoid           | 8,5/10                                             |
| Edge                  | 7/10                                               |
| Game Informer         | 9,25/10                                            |
| GameRevolution        | 7,5/10                                             |
| GamesRadar+           | [ 20 ]                                             |
| IGN                   | 7/10                                               |
| Nintendo Life         | [ 22 ]                                             |
| PC Gamer (US)         | 76/100                                             |
| Push Square           | [ 24 ]                                             |
| Shacknews             | 9/10                                               |
| VG247                 | [ 26 ]                                             |
| VideoGamer            | 7/10                                               |
| Русскоязычные издания |                                                    |
| Издание               | Оценка                                             |
| 3DNews                | 8/10                                               |
| «Игромания»           | [ 29 ]                                             |
| «Игры Mail.ru»        | 9/10                                               |
| «Канобу»              | 9/10                                               |
| «НИМ»                 | 8,7/10                                             |

Игра Little Nightmares II получила преимущественно положительные оценки игровых ресурсов.
В Destructoid похвалили визуальный ряд игры и заявили, что локации Школа и Больница достойны отдельных игр. В Game Informer заметили, что наличие Шестой в качестве компаньона не снижает напряжение во время прохождения игры. В GameRevolution указали на наличие программных ошибок при взаимодействии Моно и Шестой с окружением, однако похвалили музыкальное оформление в игре. В GamesRadar раскритиковали большое количество ловушек, которые невозможно заметить с первого раза, но похвалили живых манекенов в Больнице, сравнив эту часть игры с Silent Hill. В издании отметили взаимодействие Моно с Шестой: «Она больше, чем просто компаньон, который помогает вам пробираться по стенам — в ней кроется настоящая личность. Если вы несёте какой-нибудь предмет для решения головоломки или бросаете его, она присоединится к вам. На самом деле она не особо помогает, но тот факт, что она старается, заставляет вас заботиться о ней». IGN также показалось забавным поведение Шестой в таких моментах, однако их разочаровало её недостаточное участие в решении головоломок. В Nintendo Life посоветовали почаще исследовать местность, чтобы собирать головные уборы, однако заметили, что их ношение негативно влияет на атмосферу при прохождении игры из-за контрастирующего внешнего вида. В Push Square раскритиковали слабую вариативность решения головоломок, отметив, что многие решения заранее прописаны разработчиками и пространства для собственных решений почти нет.
В российском издании 3DNews сравнили игру с анимационными фильмами Тима Бёртона «Кошмар перед Рождеством» и «Труп невесты», и отметили, что игра «затрагивает болезненную тему наплевательского отношения к детям». В «Канобу» заметили, что отказ от кооперативного режима игры придаёт ей больше атмосферы ужаса. В «Игромании» пожаловались на слишком сложную головоломку с лифтом и удивились отношению разработчиков к спойлерам из-за выпущенных демо-версий игры и фигурки Шестой-монстра, выпущенной задолго до выхода игры. В SpiderMedia посчитали, что если бы не спойлеры от самих разработчиков, многие действия Моно и Шестой могли бы стать сюжетным твистом, но, тем не менее, отметили, что их наличие не портит игру. «Мир фантастики» заметил, что антагонисты практически не нападают на Шестую, которой управляет ИИ, и отметил, что держание Шестой за руку создаёт уютную атмосферу при прохождении. В Lenta.ru похвалили разработчиков за увлекательный сюжет, и посетовали на то, что наличие некоторых рутинных головоломок мешает за ним следить. В GameMag сравнили главу Лес с игрой Resident Evil 7: Biohazard и указали на неудачный подбор кнопок управления на геймпаде.

### Продажи
Игра разошлась тиражом более одного миллиона копий за первый месяц после выпуска. Издатель Bandai Namco отметил, что Little Nightmares II стала самой быстро продаваемой игрой их европейского подразделения.

## Награды
| Год  | Награда                       | Категория                                              | Результат | Прим.  |
| ---- | ----------------------------- | ------------------------------------------------------ | --------- | ------ |
| 2021 | Golden Joystick Awards (2021) | Лучший визуальный дизайн                               | Номинация | [ 38 ] |
| 2021 | Golden Joystick Awards (2021) | Лучшее аудио                                           | Номинация | [ 38 ] |
| 2022 | Награда NAVGTR                | Выдающаяся операторская режиссура в игровом движке     | Номинация | [ 39 ] |
| 2022 | Награда NAVGTR                | Выдающийся дизайн персонажей                           | Победа    | [ 39 ] |
| 2022 | Награда NAVGTR                | Выдающийся проект управления, 2D или ограниченный 3D   | Номинация | [ 39 ] |
| 2022 | Награда NAVGTR                | Выдающаяся игра, головоломка                           | Победа    | [ 39 ] |
| 2022 | Награда NAVGTR                | Выдающееся освещение/текстурирование                   | Номинация | [ 39 ] |
| 2022 | Награда NAVGTR                | Выдающаяся оригинальная световая микс-партия, франшиза | Номинация | [ 39 ] |
| 2022 | Награда NAVGTR                | Выдающееся использование звука, франшиза               | Номинация | [ 39 ] |
| 2022 | Награда NAVGTR                | Выдающийся сценарий драматического фильма              | Номинация | [ 39 ] |
| 2022 | Награды Pegases               | Лучшая международная игра                              | Номинация | [ 40 ] |

### Комментарии
1. ↑  Портированием игры на PlayStation 5 и Xbox Series X/S занималась компания Supermassive Games.